# Christopher Telo
Cristopher Telo (Londres, Inglaterra, 4 de noviembre de 1989) es un futbolista inglés nacionalizado sueco. Juega de mediocampista y se encuentra sin equipo tras abandonar el IFK Norrköping al final del año 2023.

## Clubes
| Club           | País    | Año       |
| -------------- | ------- | --------- |
| IFK Norrköping | Suecia  | 2007-2017 |
| Molde FK       | Noruega | 2017-2019 |
| IFK Norrköping | Suecia  | 2019-2023 |

## Palmarés

### Títulos nacionales
| Título              | Club           | País   | Año  |
| ------------------- | -------------- | ------ | ---- |
| Allsvenskan         | IFK Norrköping | Suecia | 2015 |
| Supercopa de Suecia | IFK Norrköping | Suecia | 2015 |